# Степове (Алчевський район)
Степове́ — село в Україні, у Зимогір'ївській міській громаді Алчевського району Луганської області. Населення становить 959 осіб. До 2020 - орган місцевого самоврядування — Степівська сільська рада.
Знаходиться на тимчасово окупованій території України. 
Відповідно до Розпорядження Кабінету Міністрів України від 12 червня 2020 року № 717-р «Про визначення адміністративних центрів та затвердження територій територіальних громад Луганської області» увійшло до складу Зимогір'ївської міської громади.

## Розташування
Село розташоване  за 35 км від обласного центру. Найближча залізнична станція — Зимогір'я, за 7 км. Селом тече Балка Суха.
Сусідні населені пункти: селище Слов'яносербськ на півночі, село Довге на північному сході, села Новодачне, Суходіл, Красний Луч на південному сході, місто Зимогір'я на півдні, села Хороше, Новогригорівка на заході, Сміле на північному заході.

## Історія
У XVII столітті у цих місцях був глухий степ, росла лише густа ковила. До революції землі належали пану Перчанському. Після революції їх приєднали: частину до Слов'яносербська, частину до Зимогір'я. У 1931 році на цих землях з'явилися перші мешканці і почали будувати нове село Новогригорівку. У господарстві, яке почало свій розвиток, вирощували свиней.
У 1938 році почалося будівництво села Степове. Хоча праця була немеханізована, господарство розвивалося швидко; приїжджали нові люди, будувалися нові будинки.
Війна зруйнувала все — неподалік від сіл проходила лінія фронту. У повоєнні роки тривала відбудова господарства, будувалися нові будинки, оралася цілина. Іван Бондар був першим трактористом на необроблених землях. У 1950 році центральна садиба господарства перенесена із Новогригорівки до Степового.
За час роботи директорів Г.І. Холода (1950-1970 рр.) та В.В. Ющенка (1972-1990 рр.) господарство міцніє і розвивається, будується молочнотоварна ферма, вирощується картопля — основний овоч. Поступово сільськогосподарські процеси механізуються. Побудовано сільський клуб, контору, дитячий садочок, магазин, школу, бібліотеку, Будинок побуту, двоповерхові будинки, заасфальтовано вулиці.
З березня 1990 року управляє господарством керівник нової формації — Віктор Тимофійович Гетьманський, депутат обласної ради 3-х скликань, нині депутат обласної ради, заслужений працівник сільського господарства України, нагороджений орденом «За заслуги» II і III ступенів. Він не тільки зберіг досягнення своїх попередників, а й примножив їх і розвинув. Сільськогосподарське підприємсто вирощує зернові й технічні культури, отримує хороші врожаї, розвиває тваринництво: велику рогату худобу і свиней, виробляє молоко і м'ясо.
Головним досягненням останнього часу є ремонт доріг у селі, проведений за програмою співпраці з Українським фондом соціальних інвестицій. Усього побудовано понад 1 км асфальтованої дороги площею 2500 кв. м загальною вартістю 500 тис. гривень.

## Населення

### Мова
Розподіл населення за рідною мовою за даними перепису 2001 року:
| Мова            | Кількість | Відсоток |
| --------------- | --------- | -------- |
| українська      | 540       | 56.31%   |
| російська       | 418       | 43.59%   |
| інші/не вказали | 1         | 0.10%    |
| Усього          | 959       | 100%     |

За даними перепису 2001 року населення села становило 959 осіб, з них 56,31% зазначили рідною українську мову, 43,59% — російську, а 0,1% — іншу.

## Інфраструктура
У селі є Будинок культури, перукарня, КДНЗ № 4 «Колосок», ЗОШ I-II ступенів, 3 магазини, що належать приватним підприємцям. Школа оснащена комп'ютерним класом, є етнографічний музей «Берегиня», міні-стадіон зі штучним покриттям.